# بروك باركس
بروك باركس (بالإنجليزية: Broc Parkes)‏ مواليد 24 ديسمبر 1981 في نيوساوث ويلز، هو متسابق دراجات نارية أسترالي. نافس في بطولة العالم للسوبربايك وبطولة العالم للسوبرسبورت وبطولة العالم للموتو جي بي.

## سباق الجائزة الكبرى للدراجات النارية

### السباقات حسب السنة
(مفتاح) (السباقات بالخط العريض تشير لموقع الانطلاق، السباقات بالخط المائل تشير لأسرع لفة)
| السنة | الفئة      | الدراجة  | 1       | 2               | 3            | 4          | 5        | 6          | 7           | 8         | 9          | 10         | 11        | 12          | 13            | 14         | 15         | 16            | 17         | 18          | مركز  | نقاط |
| ----- | ---------- | -------- | ------- | --------------- | ------------ | ---------- | -------- | ---------- | ----------- | --------- | ---------- | ---------- | --------- | ----------- | ------------- | ---------- | ---------- | ------------- | ---------- | ----------- | ----- | ---- |
| 1999  | 125 سي سي  | هوندا    | ماليزيا | اليابان         | إسبانيا      | فرنسا      | إيطاليا  | كتالونيا   | هولندا      | بريطانيا  | ألمانيا    | التشيك     | إيمولا    | بلنسية      | أستراليا 23   | ج. أفريقيا | البرازيل   | الأرجنتين     |            |             | ن.غ.م | 0    |
| 2014  | موتو جي بي | بي بي إم | قطر 15  | الأمريكتان ل.ين | الأرجنتين 21 | إسبانيا 17 | فرنسا 18 | إيطاليا 17 | كتالونيا 16 | هولندا 11 | ألمانيا 21 | إنديانا 15 | التشيك 19 | بريطانيا 21 | سان مارينو 18 | أرغون 18   | اليابان 20 | أستراليا ل.ين | ماليزيا 14 | بلنسية 20   | 23    | 9    |
| 2015  | موتو جي بي | أبريليا  | قطر     | الأمريكتان      | الأرجنتين    | إسبانيا    | فرنسا    | إيطاليا    | كتالونيا    | هولندا    | ألمانيا    | إنديانا    | التشيك    | بريطانيا    | سان مارينو    | أرغون      | اليابان    | أستراليا      | ماليزيا    | بلنسية ل.ين | ن.غ.م | 0    |

## روابط خارجية
- بروك باركس على موقع MotoGP.com (الإنجليزية)
- بروك باركس على موقع WorldSBK.com (الإنجليزية)